# Les Efforts West
Les Efforts West es una localidad de Trinidad y Tobago, que forma parte de la ciudad de San Fernando.

## Geografía
La localidad abarca parte de la isla Trinidad y limita al norte con Paradise, al sur con Gulf View y Green Acres, al este con Les Efforts East y Victoria Village y al oeste con Broadway y Embacadere.

## Demografía
Datos demográficos de la localidad de Les Efforts West:
| Gráfica de evolución demográfica de Les Efforts West entre 2000 y 2011 |
|                                                                        |